# Dimorphocoma minutula
Dimorphocoma minutula là một loài thực vật có hoa trong họ Cúc. Loài này được F.Muell. & Tate mô tả khoa học đầu tiên năm 1883.